# 世界ボウリング連盟
国際ボウリング連盟（International Bowling Federation）は、ボウリングを統括する国際競技連盟。本部はスイス・ローザンヌにある。

## 歴史
同連盟の前身は国際柱技者連盟（Fédération Internationale des Quilleurs）であり、1952年に設立。2014年には当項目の名称に変更。同時に傘下組織であった世界ナインピンボウリング協会（WNBA）と世界テンピンボウリング協会（WTBA）を統合した。主に世界選手権やワールドボウリングツアー、また2022年からQubicaAMFワールドカップの運営を行っている。

## ワールドボウリングツアー
ワールドボウリングツアー（World Bowling Tour）は同連盟が主催する世界最高峰のボウリング大会のひとつである。
主な大会（太字はティア1）
- USBCマスターズ
- USBCクイーンズ
- ワールドシリーズ・オブ・ボウリング
- USオープン
- US女子オープン
- クウェートオープン
- バーレーンオープン
- ラッキーラーセンマスターズ
- Striking Against Breast Cancer
- PBAサマースイング
- タイオープン
- 世界選手権
- WBTファイナル